# NK Veržej
Nogometni klub Veržej (tiếng Việt: Câu lạc bộ bóng đá Veržej), thường hay gọi NK Veržej hoặc đơn giản Veržej, là một câu lạc bộ bóng đá Slovenia thi đấu ở làng Veržej. Đội bóng thi đấu ở Giải bóng đá hạng ba quốc gia Slovenia, giải đấu cao thứ ba ở Slovenia. Câu lạc bộ được thành lập năm 1963.

## Danh hiệu
- Giải bóng đá hạng ba quốc gia Slovenia: 2

1992–93, 2012–13
- MNZ Murska Sobota Cup: 3

2003–04, 2010–11, 2014–15

## Lịch sử giải đấu từ năm 1991
| Mùa giải  | Giải đấu          | Vị thứ |
| --------- | ----------------- | ------ |
| 1991–92   | 2. SNL – Đông     | thứ 6  |
| 1992–93   | 3. SNL - Đông     | thứ 1  |
| 1993–94   | 2. SNL            | thứ 5  |
| 1994–95   | 2. SNL            | 1thứ 4 |
| 1995–96   | 3. SNL - Đông     | thứ 13 |
| 1996–97   | 1. MNL (cấp độ 4) | thứ 2  |
| 1997–98   | 1. MNL (cấp độ 4) | thứ 2  |
| 1998–99   | 3. SNL - Đông     | thứ 2  |
| 1999–2000 | 3. SNL - Đông     | thứ 10 |
| 2000–01   | 3. SNL - Đông     | thứ 9  |
| 2001–02   | 3. SNL - Đông     | thứ 6  |
| 2002–03   | 3. SNL - Đông     | thứ 3  |
| 2003–04   | 3. SNL - Đông     | thứ 3  |
| 2004–05   | 3. SNL - Đông     | thứ 3  |
| 2005–06   | 3. SNL - Đông     | thứ 9  |
| 2006–07   | 3. SNL - Đông     | thứ 2  |
| 2007–08   | 3. SNL - Đông     | thứ 4  |
| 2008–09   | 3. SNL - Đông     | thứ 8  |
| 2009–10   | 3. SNL - Đông     | thứ 8  |
| 2010–11   | 3. SNL - Đông     | thứ 13 |
| 2011–12   | 3. SNL - Đông     | thứ 7  |
| 2012–13   | 3. SNL - Đông     | thứ 1  |
| 2013–14   | 2. SNL            | thứ 4  |
| 2014–15   | 2. SNL            | thứ 7  |
| 2015–16   | 2. SNL            | thứ 6  |
| 2016–17   | 2. SNL            | thứ 9  |
| 2017–18   | 2. SNL            | 16th   |
| 2018–19   | 3. SNL            | thứ 5  |

1. ↑  Lost relegation play-off.